# Tsuki to Taiyō
Singles de Taiyō to Ciscomoon
Gatamekira
(1999)
 Tsuki to Taiyō  (月と太陽) est le premier single du groupe Taiyō to Ciscomoon.

## Présentation
Le single, écrit et produit par Tsunku, sort le 21 avril 1999 au Japon sous le label zetima, au format mini-CD de 8 cm. Il atteint la 4e place du classement de l'Oricon, et reste classé pendant 8 semaines, se vendant à 188 860 exemplaires durant cette période ; il restera le single le plus vendu du groupe.
La chanson-titre a été utilisée comme thème musical pour une publicité pour la marque DDI Pocket. Elle figurera sur le premier album du groupe, Taiyo & Ciscomoon 1 qui sort six mois plus tard, puis sur la compilation Taiyō to Ciscomoon / T&C Bomber Mega Best de fin 2008. La chanson en "face B", Get on my Love, figurera aussi sur cette dernière. Deux versions remixées de Tsuki to Taiyō figureront sur le single suivant, Gatamekira, qui sort deux mois plus tard. Le clip vidéo de la chanson-titre figurera, avec ceux des autres singles, sur la vidéo intitulée All Taiyō to Ciscomoon / T&C Bomber qui sortira fin 2000.

## Liste des titres
1. Tsuki to Taiyō  (月と太陽?)
2. Get on my Love
3. Tsuki to Taiyō (instrumental)  (月と太陽...?)